# مؤشرات الفهرسة
في نظام ملفات يونكس ومساويه تكون مؤشرات الفهرسة Inode (Index Node) هي هيكل البيانات المستخدم ليمثل (كائن) نظام الملفات (object) ويمكن أن تكون عديد من الأشياء مثل ملف أو مجلد.

## تفاصيل

واصف للملف, جدول مؤشرات الفهرسة لنظام ينكس ومساويه Unix

نظام الملفات معتمد على هياكل بيانات تكون عن الملفات على نظام التشغيل، إلى جانب محتويات الملفات أيضا، هياكل بيانات تسمى بيانات وصفية (metadata) وهي لوصف البيانات، حيث يكون كل ملف مرتبط بمؤشر فهرسة، وهو يعرف بعدد صحيح (integer) غالبا يسمى رقم موشر الفهرسة (i-number or inode number).